# 梁钟汉

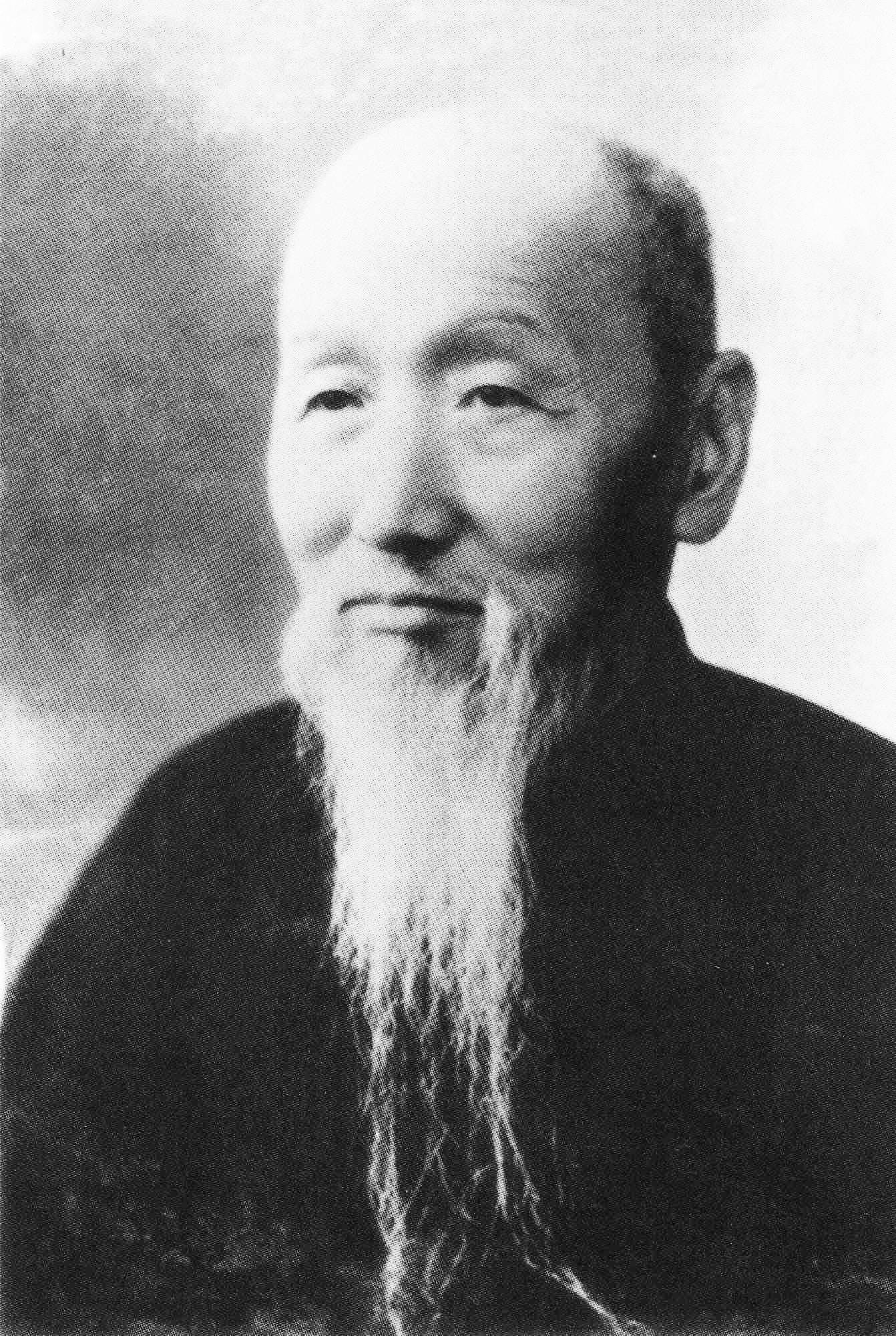
晚年梁钟汉

梁鐘漢（1878年—1959年2月），字瑞堂，湖北汉川马口镇人。中国民主革命家。

## 生平
1905年，梁鐘漢和弟弟梁耀汉在武昌组织群学社，并创办明新公学。后来他入新军第21混成协第41标当兵。1906年春，梁鐘漢留学日本，肄业于东京路矿学校。1906年夏，他经黄兴介绍加入中国同盟会。1906年10月，他奉孙中山之命，回到中国湖北进行革命活动。1907年1月，湖廣總督張之洞將日知会的劉靜庵、朱子龍、胡瑛、李亞東、梁鐘漢、張難先等逮捕入獄。1909年，被关押在上海的梁钟汉被清政府判处有期徒刑三年，押回汉川原籍监禁。1911年10月10日武昌起义爆发后，他出狱，并于1911年10月11日夜在湖北漢川发动起義，响应武昌起义，后任襄河游击总司令。
中华民国成立后，季雨霖、梁钟汉班师回到武昌，所部改编为第八师，季雨霖任师长，梁钟汉任大元帅府高级顾问，后当选湖北省议会议员。1913年，黎元洪排挤湖北的革命党人，梁钟汉被迫逃往上海。到上海后，他任宝山县长，参加二次革命，协助居正防守吴淞炮台，后又调任讨袁军总司令部总参议兼财政主任。二次革命失败后，梁钟汉到日本见孙中山，参加中华革命党，任中华革命党湖北西路总司令，回到湖北起兵讨袁。途经上海时，他被袁军的密探诱捕，关押在上海法租界巡捕房的芦家湾监狱。经孙中山营救，他未被引渡给北洋政府方面。此后三年他一直在法租界狱中，直到1916年6月袁世凯逝世，才获得保释出狱。此后他居住在上海。
时任中华民国大总统黎元洪聘请梁钟汉为总统府参议兼湖北省政府参议。梁钟汉拒绝了该任命，南下广州任孙中山的大元帅府谘议，后改任参军。1917年，梁钟汉被孙中山派回湖北举行护法起义。他回到老家汉川马口镇成功组织了起义，起义军控制了马口镇后，攻打汉川县城未果，向西转进准备和襄阳镇守使黎天才、鄂军石星川的第一师会合。因石星川避而不见，梁钟汉遂与黎天才会合，共组湖北靖国军，黎天才任总司令，梁钟汉任梯团长兼任各省靖国军联军前敌总指挥，在川东、鄂西一带转战。1920年，他因图谋驱逐靖国鄂军总司令黎天才未遂，故逃到上海。
1921年，他任中国国民党广州办事处干事及中国国民党军事委员会委员。1922年孙中山北伐，他任大本营咨议。后来，他在广州策划讨伐陈炯明的事宜。1925 年冬，他和詹大悲、刘伯垂、田桐等先行回湖北响应北伐。1926年，他任武昌攻城别动队总指挥，帮助北伐军攻打武昌城。七一五事件后，他因为援救进步人士而被开除了中国国民党党籍。此后他投身实业和社会工作。中华人民共和国成立后，他任湖北文史研究馆馆员。
1959年2月，他在汉口病逝。